# Max Duderstadt
Paul Eugen Max Duderstadt (* 9. Juni 1861 in Berlin; † 29. Januar 1918 in Diez) war ein deutscher Verwaltungsbeamter. Von 1892 bis 1900 war er Landrat des Kreises Westerburg, von 1900 bis zu seinem Tod Landrat des Unterlahnkreises.

## Familie
Duderstadt wurde als Sohn des Hotelbesitzers Carl Duderstadt und seiner Ehefrau Anna Louise, geb. Späth, geboren. Er war mit Marie Pauline, geb. Meurer, einer Tochter des Wiesbadener Augenarztes Carl Meurer verheiratet. Aus dieser Ehe stammte der Sohn Carl Max Duderstadt.

## Leben
Max Duderstadt besuchte das Friedrich-Wilhelm-Gymnasium in Berlin und das Gymnasium in Wiesbaden. Nach dem Abitur begann er an der Friedrich-Wilhelms-Universität Berlin das Studium der Rechts- und Staatswissenschaften und wechselte später an die Rheinische Friedrich-Wilhelms-Universität Bonn und die Universität Straßburg. 1882 wurde er Mitglied des Corps Guestphalia Berlin. Nach dem Studium trat er in den preußischen Staatsdienst ein. In Colmar legte er die 1. juristische Staatsprüfung ab und arbeitete in der Folge bei den Amtsgerichten Bad Schwalbach und Wiesbaden sowie dem Landgericht Wiesbaden. Im Jahr 1886 wechselte Duderstadt als Regierungsrefendar zur Regierung Kassel. Drei Jahre später wurde er zum Regierungsassessor bei der Regierung Lüneburg ernannt. 1892 wurde er kommissarisch und 1894 endgültig Landrat des Kreises Westerburg. 1900 wechselte er als Landrat des Unterlahnkreises nach Diez, wo er bis zu seinem Tod 1918 im Amt war.

## Auszeichnungen
- Ernennung zum Geheimen Regierungsrat[6]